# Grande Loge féminine de France
La Grande Loge féminine de France (GLFF) est une obédience maçonnique française née en 1952 dont les membres sont exclusivement féminins. Elle fut fondée par la transformation de « l'Union maçonnique féminine de France », formée à la fin de la Seconde Guerre mondiale, en vue de créer la première obédience maçonnique exclusivement féminine. Depuis, elle se développe principalement en France et en Europe. L'obédience fait partie du courant des obédiences dites libérales.

## Histoire

### Femmes en franc-maçonnerie
À partir du XVIIIe siècle, un système de cooptation par adoption fut mis en place par les francs-maçons à l’attention de leur épouses et des femmes de leurs familles. Nombreuses furent depuis lors les femmes qui eurent une activité maçonnique, et ce malgré une entrée en franc-maçonnerie interdite aux femmes selon les textes fondateurs de 1723.
L’impulsion de militantes telles que Flora Tristan, Louise Michel et  Maria Deraismes fut décisive, cette dernière fut reçue et initiée en 1882 dans une loge masculine et fonda, avec Georges Martin, l'Ordre maçonnique mixte international « le Droit humain » en 1893.
Dès lors, la franc-maçonnerie féminine s’affirme ; ce sont les loges d’adoption créées par la Grande Loge de France et auxquelles les frères décident unilatéralement de conférer l’autonomie en 1935. 1936 est une année effervescente au cours de laquelle huit loges féminines autonomes se constituent pour former le premier convent, embryon de la future Grande Loge féminine de France. La Seconde Guerre mondiale va les disperser ; beaucoup parmi leurs membres seront déportées, d’autres entreront dans la clandestinité et s’engageront dans la Résistance.

### Naissance de la GLFF
En 1945, le premier convent qui s’était tenu avant-guerre se reconstitue sous la présidence d’Anne-Marie Gentily. En 1946, l’obédience est restructurée. En 1952, cette « Union maçonnique féminine de France » devient officiellement la Grande Loge féminine de France. En 1959, le Rite écossais ancien et accepté devient le rite de l'obédience en remplacement du Rite d'adoption.
À partir des années 1960, 21 loges naissent en France et une en Suisse à Genève, la loge « Lutèce ». Durant la décennie suivante, 76 loges féminines seront créées en France, en Suisse et en Belgique. Durant cette même décennie, d’autres rites seront acceptés. La patente du Rite français est remise à la Grande Loge féminine de France par le Grand Orient de France et le 10 mars 1973 est créée la première loge au rite français, « Unité », bientôt suivie d'autres création.
Dans le même temps, en 1972, la Grande loge féminine crée le Suprême Conseil féminin de France destiné à gérer les hauts grades du REAA pour les sœurs de l'obédience.
En 1974, est créée à Lyon la première loge féminine fonctionnant au Rite écossais rectifié avec l'aide de frères de la GLNF-Opéra (actuelle GLTSO). Toutefois, la patente du rite ne sera formellement délivrée par le GODF qu'en 1980.

## Situation obédientielle
La Grande Loge féminine de France, première obédience féminine au monde, compte en 2009 14 000 membres. Les membres sont regroupés au sein de plus de 400 loges en France et à l'étranger. Deux loges particulières La Rose des vents (Rite écossais ancien et accepté), fondée en 1977 et le Creuset bleu (RF), ont pour mission de favoriser la diffusion de la franc-maçonnerie féminine dans le monde. Les obédiences féminines fondées en Suisse (1976), en Belgique (1981), en Italie (1991) et au Portugal (1997) sont issues de la GLFF, de même que la Grande Loge féminine symbolique du Venezuela (2005), la Grande Loge féminine d'Espagne (2005), et la Grande Loge féminine de Bulgarie (2018).
La Grande Loge féminine de France est représentée à Bruxelles par son Institut maçonnique européen, créé en 2008 pour assurer la défense et la diffusion des valeurs humanistes.

## Centre de liaison international de la maçonnerie féminine
La GLFF fonde en 1982, avec la Grande Loge féminine de Belgique et dans le but premier de renforcer leurs liens, le Centre de liaison international de la maçonnerie féminine (CLIMAF) qui ouvre la création d'un espace maçonnique féminin européen.
Son but est de créer un espace de réflexion et d'échanges ou encore d'actions communes de la franc-maçonnerie féminine. Ses membres en 2018 sont aux nombres de huit à savoir :
- la Grande Loge féminine d'Allemagne ;
- la Grande Loge féminine de Belgique ;
- La Grande Loge féminine d'Espagne ;
- la Grande Loge féminine de France ;
- la Grande Loge féminine d'Italie ;
- la Grande Loge féminine du Portugal ;
- la Grande Loge féminine de Suisse ;
- la Grande Loge féminine de Turquie.

## Fonctionnement
La GLFF est administrée par un conseil fédéral élu lors du convent annuel.

### Direction de l'obédience
Depuis sa création, la dirigeante élue de la Grande loge féminine de France porte le titre de « Grande Maîtresse ».

### Politique d’extériorisation
La Grande Loge féminine de France organise des colloques, des conférences publiques et intervient occasionnellement sur France Culture concernant divers aspects de la pensée contemporaine.